# Johann Karl Philipp Spener
Johann Karl Philipp Spener (* 5. September 1749 in Berlin; † 27. Januar 1827 ebenda) war ein deutscher Verleger, Buchhändler, Publizist und Redakteur der Spenerschen Zeitung.

## Leben
Spener wurde als Sohn des Buchhändlers Johann Karl Spener (1710–1756) und seiner Frau Sophie Helene, geb. Würful (1728–1799) geboren. Der Vater war ein Enkel des Theologen Philipp Jacob Spener sowie Schwager des Verlegers Ambrosius Haude, der 1740 die Zeitung Berlinische Nachrichten von Staats- und gelehrten Sachen begründet hatte. Nach Haudes Tod 1748 übernahm Spener senior dessen Verlagsbuchhandlung und führte sie zusammen mit seiner verwitweten Schwester, Susanne Haude, unter dem Namen Haude und Spener weiter. Nach dem Tod beider Teilhaber fielen Verlag und Zeitung zunächst an Sophie Spener. Sie erwirkte 1764 bei Friedrich II. ein Privileg, das ihren noch minderjährigen Söhnen die Geschäftsnachfolge sicherte.
Der junge Karl Spener bereiste zwischen 1769 und 1772 Deutschland, die Schweiz, Frankreich, England und die Niederlande und traf dabei mit zahlreichen Buchhändlern, Verlegern, Gelehrten und Schriftstellern zusammen, darunter Joseph Banks, Reinhold Forster und Georg Forster, mit denen er auch später geschäftlich verbunden blieb.
1772 übernahm er die Geschäftsführung von Buchhandlung und Zeitung. Er gab den Sortimentsbuchhandel auf und konzentrierte sich fortan auf den Verkauf eigener Verlagswerke sowie auf die Redaktion der Zeitung, die er komplett an sich zog. Er baute sein Korrespondentennetz und insbesondere die Auslandsberichterstattung aus London und Paris aus, hob das Niveau der Lokalnachrichten und ergänzte die Zeitung nach und nach um literarische und wissenschaftliche Meldungen.
Neben den Berlinischen Nachrichten verlegte Spener seit 1783 auch die aufklärerische Berlinische Monatsschrift, in der viele bekannte Namen wie Immanuel Kant, Moses Mendelssohn, Friedrich Nicolai, oder  Wilhelm von Humboldt mitwirkten, ferner die literarische Frauenzeitschrift Iris sowie die von Anton Friedrich Büsching herausgegebenen „Wöchentlichen Nachrichten von neuen Landkarten, geographischen, statistischen und historischen Büchern und Sachen“.
Nach dem Tod seines Bruders erbte er 1813 dessen Druckerei und konnte seine Zeitschriften fortan im eigenen Haus herstellen, ab 1823 erschienen die Berlinischen Nachrichten als erste Zeitung auf dem europäischen Festland auf Schnellpressen nach englischem Vorbild. Die Auflage war mittlerweile auf 10.000 Exemplare gestiegen und hatte die Vossische Zeitung als meistgelesene Zeitung Berlins überflügelt.
1826 zog sich Spener aus dem aktiven Geschäft zurück. Da sein einziger Sohn bereits verstorben war, übergab er die Leitung des Buchverlags an Julius Siegfried Joseephy (1792–1856), Zeitung und Druckerei an Samuel Heinrich Spiker.
Johann Karl Philipp Spener starb im Januar 1827 im Alter von 77 Jahren in Berlin. Beigesetzt wurde er auf dem Dreifaltigkeitsfriedhof vor dem Potsdamer Tor. Das Grab ging spätestens bei der Einebnung des Friedhofs im Jahr 1922 verloren.